# Sama Coli
Calemancoto Ba Sane (Kalemankoto Baa Saane; fl. c. século XVI), comumente referido como Sama Coli (Sama Koli), foi o fundador e primeiro rei ("mançaba") do Reino de Gabu (conhecido como Mansaya Kaabunke ou simplesmente Kaabu).

## Biografia
Há poucos registros sobre sua biografia. Porém, de acordo com historiadores, ele era originalmente o governador do tincuru de Gabu, uma das províncias do Império do Mali, durante o século XVI, quando ostentava o título de Farim Gabu (Farim Kaabu).[carece de fontes?]
Ele também seria descendente direto do líder militar Tiramacã Traoré, um dos generais do mansa Sundiata Queita, imperador do Império do Mali, que veio a conquistar no século XIII as terras ao oeste do Mali que compunham um território formado pelos países posteriormente seriam conhecidos como Guiné Bissau, Senegal e Gâmbia.
Ele era casado com a nobre Nyaaling de Bonje, vindo a ter com ela o seu filho Saarafa Nyaaling Jeenung.
Em 1537, por causa do declínio em que se encontrava o Império do Mali, ele declarou a independência de Gabu que se transformou em um reino politicamente autônomo, mas culturalmente influenciado pelos mandingas que governavam o império maliano. A partir de então, Sama Coli assumiu o título de mançaba de Gabu (Kaabu Mansaba), ou seja, de rei de Gabu.

## Mito fundador da monarquia de Gabu
Há uma história mítica narrada por griôs mandingas de que Sama Coli teria se unido conjugalmente com uma mulher misteriosa chamada Balaba, na qual nasceram quatro filhas que, após se casarem com os governantes de Jimara, Sama, Pachana e Salum, teriam dado origem às quatro linhas nyancho que foi responsável por estabelecer a sucessão ao trono de Gabu sob o sistema matrilinear e própria origem da elite política e militar do reino.